# Oportunismo

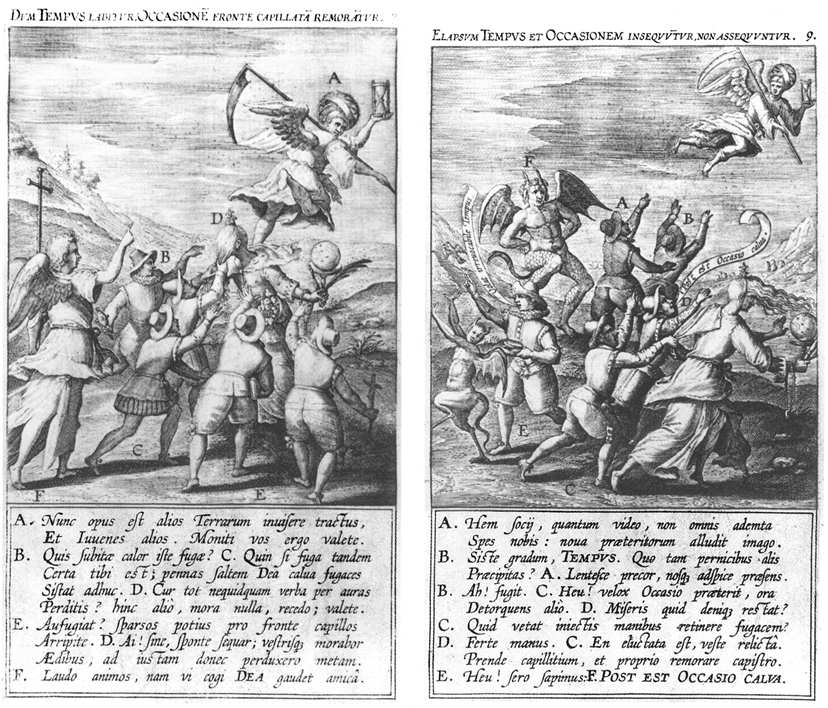
Oportunidad tomada, oportunidad perdida. Grabado de Theodoor Galle, 1605.

El oportunismo es una  específica de responder a las oportunidades, la cual implica priorizar el interés propio y obviar principios éticos relevantes para lograr ciertas metas o para resolver preocupaciones compartidas por un grupo. El oportunismo o comportamiento oportunista es un concepto importante en campos tales como la biología, economía, teoría de juegos, ética, psicología, sociología y ciencia política.
A veces, el oportunismo es definido como la habilidad de capitalizar los errores de otros: utilizar oportunidades creadas por los errores, debilidades o distracciones de los oponentes en ventaja de uno mismo.
Algunas veces, el oportunismo es redefinido por hombres de negocios simplemente como la teoría de descubrir y seguir oportunidades. Tales hombres de negocios están motivados por su desagrado de la idea de que no puede haber nada "malo" en capitalizar las oportunidades. Según esta redefinición, el oportunismo es un eufemismo para «emprendimiento».
Como un estilo de comportamiento humano, el oportunismo tiene la connotación de una falta de integridad. La idea subyacente es que el precio de la búsqueda desenfrenada del egoísmo es la inconsistencia del comportamiento, es decir, en última instancia, es imposible ser egoísta y continuar siendo coherente al mismo tiempo. Por lo tanto, el oportunismo consiste en comprometer una parte u otro principio generalmente respetado; sin embargo, el límite entre el "legítimo interés propio" y "el egoísmo no deseable (o anti-social)" puede ser difícil de definir: la definición puede depender de un punto de vista o posición en la vida. Una postura oportunista puede ser valorada positivamente como una opción legítima, en caso sea el mal menor.